# Андрющенко, Михаил Фёдорович
Михаил Фёдорович Андрющенко (15 сентября 1901 года, село Митьки, Полтавская губерния — 26 июля 1956 года, Киев) — советский военный деятель, Генерал-майор (4 февраля 1943 года).

## Начальная биография
Михаил Фёдорович Андрющенко родился 15 сентября 1901 года в селе Митьки, ныне Золотоношский район Черкасской области Украины.

## Военная служба

### Довоенное время
В августе 1922 года был призван в ряды РККА. Служил красноармейцем в 7-м Лорийском стрелковом полку (3-я Кавказская стрелковая дивизия, Кавказская Краснознамённая армия).
В 1923 году окончил дивизионную школу 3-й Кавказской стрелковой дивизии, после чего был направлен на учёбу в Тифлисскую пехотную школу, из которой был выпущен в 1926 году. В 1924 году курсантом принимал участие в подавлении антисоветского восстания в Грузии.
В 1925 году вступил в ряды ВКП(б).
В августе 1926 года был назначен на должность командира взвода в 295-м стрелковом полку (99-я стрелковая дивизия, УВО). В сентябре 1928 года был направлен на военно-политические курсы в Киев, по окончании которых с августа 1929 года служил в 297-м Уманском стрелковом полку этой же дивизии на должности помощника командира роты по политической части, а также временно исполнял должность командира пулемётной роты.
В 1931 году был назначен на должность политрука роты и учебной школы младшего начсостава в 48-м и 19-м отдельных пулеметных батальонах, а в августе 1933 года — на должность политрука учебной роты отдельного танкового батальона 99-й стрелковой дивизии УВО.
С мая 1934 года обучался в Военной академии имени М. В. Фрунзе, по окончании которой в сентябре 1937 года был направлен в 37-ю стрелковую дивизию БОВО, где исполнял должность начальника 2-й части штаба дивизии, в сентябре 1938 года — на должность начальника штаба Управления начальника военно-строительных работ в этом же округе, в феврале 1940 года — на должность начальника штаба 48-й стрелковой дивизии КалинВО, а в сентябре 1940 года — на должность начальника штаба 44-го Каунасского (Ковенского) УР.

### Великая Отечественная война
С началом Великой Отечественной войны Андрющенко находился на той же должности. Принимал участие в приграничном сражении на Северо-Западном фронте, а затем в оборонительных боях на псковском и новгородском направлениях.
В сентябре 1941 года был назначен на должность начальника штаба 256-й стрелковой дивизии, а в мае 1942 года — на должность командира 185-й стрелковой дивизии (22-я армия, Калининский фронт), принимавшей участие в освобождении населенного пункта Панкратово Духовщинского района (Смоленская область), за что дивизии было присвоено почётное наименование «Панкратовская», а Михаилу Фёдоровичу Андрющенко — воинское звание «генерал-майор».
В ноябре 1943 года был назначен на должность командира 28-й стрелковой дивизии. С 18 марта по 8 апреля 1944 года исполнял должность командира 97-го стрелкового корпуса, ведшего наступление на холмском и новоржевском направлениях. За храбрость и успешное выполнение поставленных задач в этих операциях Андрющенко был награждён орденом Суворова 2 степени. В апреле 1944 года Андрющенко был назначен на должность командира 65-й гвардейской стрелковой дивизии (19-й стрелковый корпус, 10-я гвардейская армия), принимавшей участие в Режицко-Двинской, Мадонской, Рижской наступательных операциях и освобождении Риги, за что ей было присвоено почётное наименование «Рижская».

### Послевоенная карьера
С окончанием войны генерал-майор Андрющенко продолжил 65-й гвардейской стрелковой дивизией.
С марта 1947 года был слушателем Высших академических курсов при Высшей военной академии имени К. Е. Ворошилова, по окончании которых в июне 1948 года был назначен на должность командира 16-й гвардейской стрелковой дивизией (11-я гвардейская армия, ПрибВО), а в мае 1951 года — на должность заместителя командира 36-го гвардейского стрелкового корпуса.
В феврале 1954 года генерал-майор Михаил Фёдорович Андрющенко вышел в отставку. Умер 26 июля 1956 года в Киеве, похоронен на Байковом кладбище.

## Награды
- Орден Ленина (06.11.1947);
- Пять орденов Красного Знамени (30.01.1943, 03.11.1944, 17.12.1944, 06.06.1945, 30.04.1954);
- Орден Суворова 2 степени (22.09.1943);
- Орден Красной Звезды (30.01.1943);
- Медали.